# Wólka Łękawska
Wólka Łękawska is een dorp in het Poolse woiwodschap Łódź, in het district Bełchatowski. De plaats maakt deel uit van de gemeente Bełchatów.